# 瓦伦丁·萨蒙吉
瓦伦丁·萨蒙吉（羅馬尼亞語：Valentin Samungi，1942年1月27日—2024年9月15日），罗马尼亚男子手球运动员。他曾代表罗马尼亚国家队参加1972年夏季奥林匹克运动会手球比赛，获得一枚铜牌。